# Williams (football)
Pour les articles homonymes, voir Williams.
José Williams da Silva Mendonça, plus communément appelé Williams, est un footballeur brésilien, né le 5 mai 1983 à Maceió.